# Carlos Saldanha
Carlos Saldanha (Rio de Janeiro, 24 januari 1968) is een Braziliaans filmregisseur, producent en animator.
Saldanha is het meest bekend om zijn werken van Blue Sky Studios. Hij regisseerde de animatiefilms Ice Age: The Meltdown, Ice Age: Dawn of the Dinosaurs, Rio, Rio 2 en Ferdinand. Met Chris Wedge regisseerde hij samen de animatiefilms Ice Age en Robots. Hij ontving samen met John C. Donkin voor de korte animatiefilm Gone Nutty in 2004 een Oscar-nominatie voor beste korte animatiefilm.

## Filmografie
- 1996: Joe's Apartment (leidinggevende animator)
- 1997: A Simple Wish (creatief leidinggevende)
- 1998: Bunny (animator / korte film)
- 1999: Fight Club (animatie leidinggevende)
- 2002: Ice Age (co-regie)
- 2002: Gone Nutty (regie / korte film)
- 2005: Robots (co-regie)
- 2006: Ice Age: The Meltdown (regie)
- 2006: No Time for Nuts (uitvoerend producent / korte film)
- 2008: Surviving Sid (uitvoerend producent / korte film)
- 2009: Ice Age: Dawn of the Dinosaurs (regie)
- 2009: Falling for Scratte (regie / korte film)
- 2011: Rio (regie)
- 2011: Scrat's Continental Crack-Up: Part 2 (uitvoerend producent / korte film)
- 2012: Ice Age: Continental Drift (uitvoerend producent)
- 2013: Passo Preto e Caramelo (regie / korte film)
- 2014: Rio 2 (regie)
- 2014: Rio, I Love You (regie / segment "Pas de Deux")
- 2015: Cosmic Scrat-tastrophe (uitvoerend producent / korte film)
- 2016: Ice Age: The Great Egg-Scapade (uitvoerend producent / korte film)
- 2016: Ice Age: Collision Course (uitvoerend producent)
- 2017: Ferdinand (regie)
- 2024: Harold and the Purple Crayon (regie)